# Аэромобильные войска

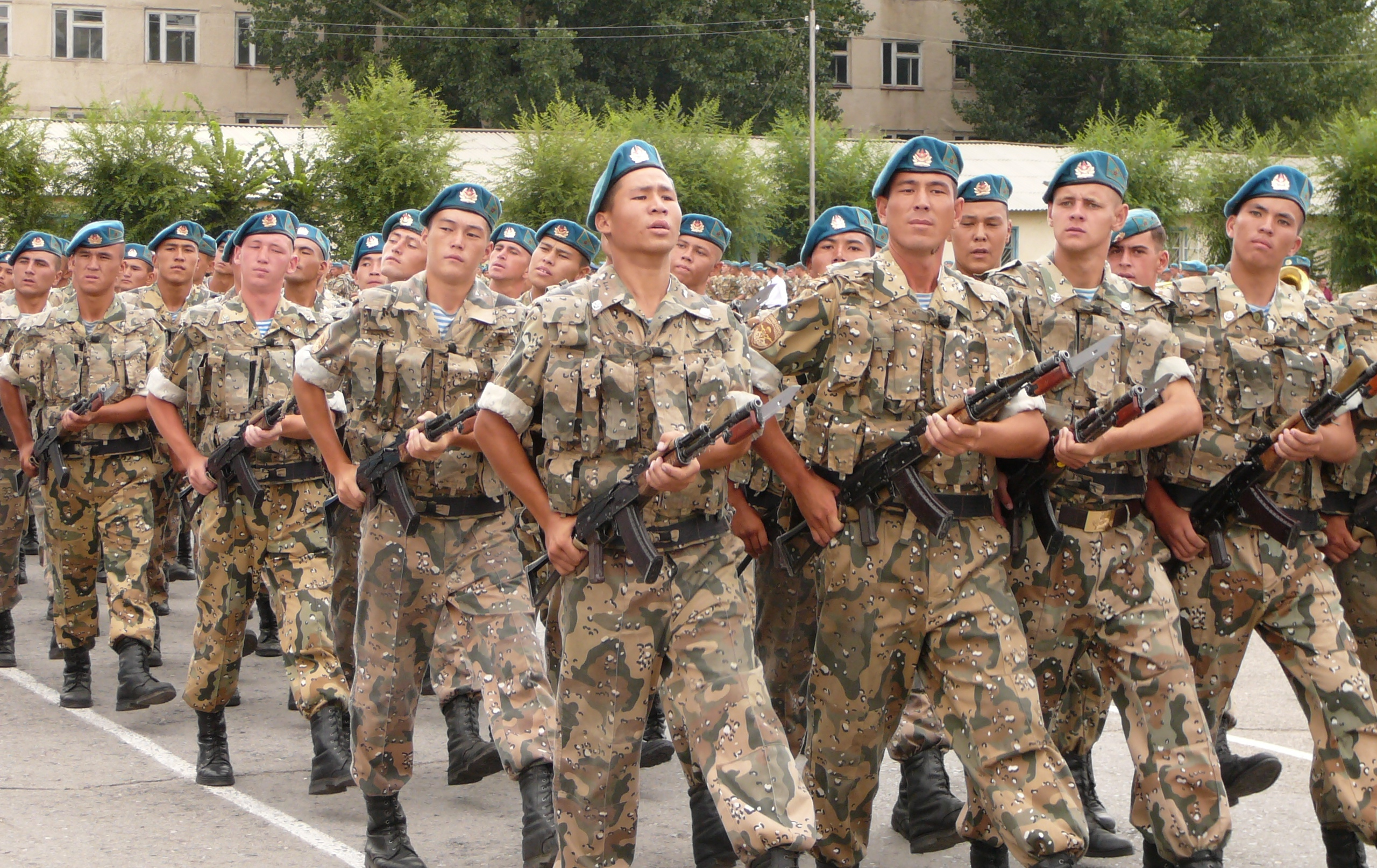
Десантники аэромобильных войск ВС Республики Казахстан проходят торжественным маршем в честь Дня ВДВ (35-я гвардейская десантно-штурмовая бригада, 2 августа 2007 года)

Аэромобильные войска — род войск с отдельным подчинением в составе сухопутных войск вооружённых сил некоторых государств, либо специально подготовленные формирования в составе сухопутных войск, предназначенные для боевых действий в рамках, так называемых, аэромобильных операций, которые связаны со скрытной переброской значительного количества войск по воздуху и их высадкой.
Отличительной чертой аэромобильных частей является их способность собственными силами оперативно перемещаться по фронту боевых действий и в его глубину, используя транспортные и многоцелевые вертолёты в качестве средства манёвра и воздушной разведки, а ударные вертолеты как средство огневой поддержки. Такая тактика позволяет эффективно вести наступательные боевые действия в труднодоступной местности, в тылах противника и в отрыве от своих основных сил.
К аэромобильным войскам также относятся воздушно-штурмовые подразделения и десантно-штурмовые части. Как правило, аэромобильные войска входят в состав сил быстрого реагирования.

## Предпосылки возникновения
Появление аэромобильных частей в структуре современных вооружённых сил (ВС) связывают с резким качественным повышением транспортных и боевых возможностей вертолётной авиатехники В связи с этим возникла идея «борьбы со вторыми эшелонами (резервами)», смысл которой заключался в одновременном воздействии на все важнейшие группировки боевого построения противника не только по фронту, но и в глубину его порядков. Теоретической основой для осуществления этой идеи послужила концепция аэромобильности, фундаментом которой является способность сухопутных войск обеспечивать себя всем необходимым, вступать в бой и вести боевые действия используя для этого штатную авиатехнику, которой распоряжается общевойсковое командование.
По признанию американских военных специалистов в эпоху ядерного оружия высокая мобильность становится ключевым достоинством боевых частей, позволяя им сформировать такой вид рассредоточенного боевого построения, при котором ни одно из подразделений не представляет собой достойной цели, оправдывающей нанесение по себе ядерного удара. В дополнение, рассредоточенность боевого построения оказывается значительным тактическим преимуществом в условиях контрпартизанской войны.
В 1965 году в составе американской армии появилась 1-я аэромобильная дивизия, всё оснащение которой состояло только из авиатранспортабельной техники и вооружения. По сравнению с обычной стрелковой дивизией армии США количество автомобильной техники в ней сократилось в 2 раза (с 3200 до 1600 единиц), общий вес снаряжения — в 3 раза, а затраты на стратегическую переброску (в плане времени и количества транспортных самолётов) уменьшились в 1,5-2 раза по сравнению с традиционной пехотной или воздушно-десантной дивизией войск США.

## Особенности боевого применения
Одним из основных способов применения аэромобильных войск является вертикальный охват сил противника, его реализация в наступлении может быть реализована самыми разными способами:
- овладение важными пунктами в оперативном тылу противника, плацдармами на крупных водных преградах, горными перевалами, дефиле и узлами коммуникации;
- содействие основным силам, ведущим наступление с фронта, в развитии успеха и наращивании темпов продвижения вперед;
- дезорганизация эффективной работы органов управления и тыловых объектов противника, срыв организованного отхода его сил[5];
- усиление и поддержка войсковых частей, оказавшихся в окружении;
- заброска в оперативный тыл противника разведывательно-диверсионных групп и их эвакуация в случае необходимости;
- пресечение выдвижения и ввода в бой вторых эшелонов противника;
- отвлечение боеспособных соединений противника из зоны непосредственных боевых действий на охрану тыловой инфраструктуры.

При ведении оборонительных действий аэромобильные подразделения могут применяться:
- как подвижный резерв для ликвидации возникающих в полосе обороны кризисных ситуаций;
- как контраэромобильный элемент обороны для:
  - пресечения прорыва в тыл своих войск аэромобильных формирований противника;
  - для оперативного уничтожения (или хотя бы — блокирования и связывания боем) высаженных противником воздушных десантов;
- как элемент контроля над незанятыми ничьими войсками территориями;
- для поддержания угрозы глубоких оперативных рейдов по тылам ударных группировок врага[6].

Для выполнения этих задач организационная структура аэромобильных частей в соответствии с тактической целесообразностью позволяет на основе штатных батальонов формировать разнообразные по своим возможностям элементы боевого порядка, например: ротные, батальонные или даже — бригадные воздушно-штурмовые тактические группы, воздушные и наземные рейдовые отряды, аэромобильные десанты. Неоднократно подчёркивалось, что отличительной особенностью данных элементов, комбинирующих высокую ударную мощь и тактическую мобильность, считается наличие в них развитого авиакрыла, включающего подразделения ударных, транспортно-десантных и разведывательных вертолётов.

## В разных государствах

### Германия
В составе Сухопутных войск Германии имеется Дивизия быстрого реагирования, развернутая в 2002 году. Помимо подразделений управления, связи, огневой поддержки и обеспечения включает в себя нидерландскую 11-ю аэромобильную бригаду. Соединение насчитывает, в общей сложности, около 4500 военнослужащих, которое состоит из:
- 11-й пехотный полк (десантно-штурмовой) Гвардейских гренадеров и егерей (11 Infanteriebataljon (Air Assault) Garde Grenadiers en Jagers)
- 12-й пехотный полк (десантно-штурмовой) Полка Ван Хойца (12 Infanteriebataljon (Air Assault) Regiment Van Heutsz)
- 13-й пехотный полк (десантно-штурмовой) Полка ударных войск князя Бернхарда (13 Infanteriebataljon (Air Assault) Regiment Stoottroepen Prins Bernhard)
- 11-й разведывательный эскадрон Борельского гусарского полка  (11 Brigade Verkennings Eskadron Regiment Huzaren van Boreel)
- 11-я инженерная рота (десантно-штурмовая) (11 Geniecompagnie (Air Assault))
- 11-я ремонтная рота (десантно-штурмовая) (11 Herstelcompagnie (Air Assault))
- 11-я рота снабжения (десантно-штурмовая) (11 Bevoorradingscompagnie (Air Assault))
- 11-я медицинская рота (десантно-штурмовая)  (11 Geneeskundige compagnie (Air Assault))
- 11-я авиационная рота (десантно-штурмовая) (11 Stafstafcompagnie (Air Assault))
- 20-й резервный батальон (20 Natresbataljon)

### СССР
В Вооружённых Силах СССР практическое изучение идеи использования вертолётной авиатехники для доставки на поле боя десантных частей было осуществлено в 1967 году во время стратегических учений «Днепр-67». Для этого на базе 51-го парашютно-десантного полка была сформирована экспериментальная 1-я воздушно-десантная бригада под командованием генерал-майора Кобзаря в целях отработки вертолётной высадки на днепровский плацдарм. По результатам были сделаны соответствующие выводы и уже в 1968—69 годах в ВС СССР появились первые воздушно-штурмовые бригады (через некоторое время они были переименованы в десантно-штурмовые). Так как их главным назначением стало ведение боевых действий в труднодоступной (горной, горно-таёжной и т. п.) местности, то в качестве основного места дислокации были выбраны ЗакВО, ЗабВО и ДВО. Каждая бригада состояла из трёх десантно-штурмовых батальонов, двух вертолётных полков: 60 вертолётов Ми-8, 20 — Ми-6 и 40 — Ми-24, артиллерийского дивизиона, рот: инженерно-саперной, разведывательной, связи, материального обеспечения, противотанковой, зенитно-ракетной батарей.Тактическим предназначением десанто-штурмовых бригад было выполнение задач общевойскового мобильного резерва фронта и обеспечение оперативно-тактических и тактических десантов.
В дальнейшем десантно-штурмовые бригады трёхбатальонного состава, но без вертолётных авиаполков были развёрнуты в других военных округах (кроме внутренних) и в группах войск; при этом подразумевалось, что авиатехника будет им предоставляться только на период десантирования и решения боевых задач. Помимо этого, в советских общевойсковых армиях были созданы отдельные десантно-штурмовые батальоны, а в отдельных разведывательных батальонах танковых и мотострелковых дивизий разведывательно-десантные роты, способные выполнять задачи ДШР.
К концу 80-х годов десантно-штурмовые бригады были преобразованы в воздушно-десантные и переданы в состав ВДВ, а их вертолётные авиаполки поступили в распоряжение авиации сухопутных войск.

### США

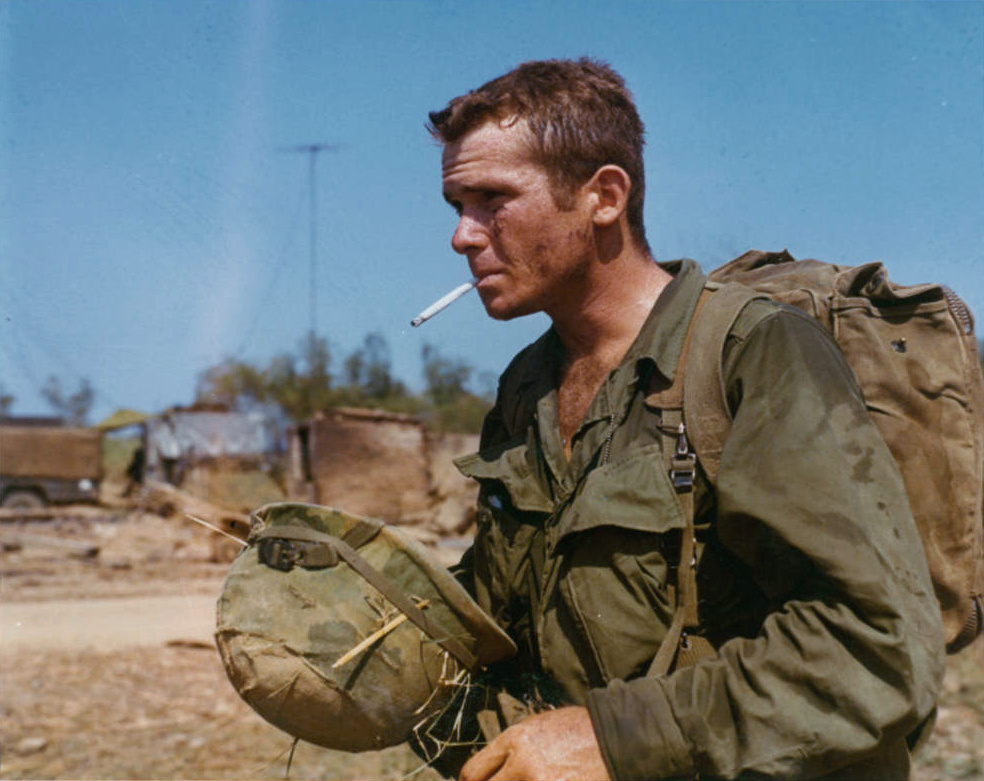
Военнослужащий 101-й воздушно-штурмовой дивизии армии США во время боевых действий на территории республики Вьетнам

В армии США первая аэромобильная дивизия, как постоянное штатное формирование аэромобильных войск, появилась в рамках доктрины «гибкого реагирования» (см. например 101-я воздушно-штурмовая дивизия армии США). В настоящее время, соединение подобного рода, как правило, состоит из трех бригад в составе пехотных (аэромобильных) и парашютно-десантных батальонов, трех дивизионов 105-мм и 155-мм гаубиц, подразделений транспортной авиации (вертолётов и лёгких самолётов) и др. в составе около 17 000 человек и до 450 единиц вертолётной техники. Штатные транспортные вертолёты способны перебросить всю дивизию за 3 рейса. Ударные вертолёты, которых в составе дивизии имеется более 100, предназначены прежде всего для нанесения ракетно-бомбовых ударов и огневой поддержки; для этого их оснащение включает полный комплекс современного вооружения: противотанковые ракеты, автоматические пушки, гранатомёты, пулемёты и т. д.

### Украина
С декабря 1992 по 2 августа 2012 гг. — Аэромобильные войска Сухопутных войск Вооружённых сил Украины;
С 2 сентября 2012 по 21 ноября 2017 гг. — Высокомобильные десантные войска Вооружённых сил Украины;
С 21 ноября 2017 г. — Десантно-штурмовые войска Вооружённых сил Украины.
Украинские ДШВ состоят из пяти отдельных десантно-штурмовых (45-й, 46-й, 79-й, 80-й и 95-й), одной отдельной воздушно-десантной (25-й) и одной отдельной аэромобильной (81) бригад.

### Франция
До 2000 года основным элементом сил французских сил быстрого реагирования была 4-я аэромобильная дивизия (4e division aéromobile (4e DAM)) — была сформирована в 1985 году. Организационно делится на:
- 4-й полк управления и обеспечения численностью 1500 человек для решения задач по управлению и обеспечению боевых частей дивизии.
- 1, 3 и 5-й полки армейской авиации, в каждом по 60 вертолётов разных типов и 800 человек личного состава, сведённых в восемь эскадрилий.
- 1-й мотопехотный аэромобильный полк (1500 человек) в составе 6 рот для обеспечения противотанковой и противовоздушной обороны и ведения войсковой разведки
- 9-й полк аэромобильного обеспечения в составе около 1000 человек для материально-технической поддержки подразделений дивизии[18].

В 1999 году переформирована в 4-ю аэромобильную бригаду (4e brigade aéromobile (4e BAM)), которая затем была расформирована в 2010 г.
В 2016 году создана 4-я вертолётная бригада (4e brigade d’aérocombat (4e BAC)), наследующая традиции 4-й аэромобильной дивизии. Бригада занимается огневой поддержкой сухопутных войск и их транспортировкой.

## История боевого применения
- 1969 год, Южный Вьетнам: в войне во Вьетнаме были задействованы две аэромобильные дивизии ВС США[17].
- 1991 год, Кувейт: во время наступательных действий вооружённых сил многонациональной коалиции 101-я воздушно-штурмовая дивизия армии США совершила глубокий оперативный рейд по тылам иракских войск[6]. Для обеспечения неожиданности действий дивизия сначала была сосредоточена на правом фланге ударной группировки войск коалиции с целью создать иллюзию готовящегося наступления вдоль береговой линии Персидского залива, затем была внезапно переброшена на левый фланг[7], и уже оттуда совершила глубокий охват иракской группировки с выходом к стратегически важному шоссе № 8 Эс-Самава—Басра[6][20]. Во время этой операции был решён целый ряд оперативных задач на территориях 360 км по фронту и 180 км в ширину[6].
- 2014 год, Украина: подразделения аэромобильных войск ВС Украины приняли участие в боевых действиях на Юго-Востоке Украины. Кроме этого в июне 79-я отдельная аэромобильная бригада потеряла несколько бойцов в боях за Саур-могилу[21], затем поступили сообщения о её разгроме в Южном котле[22][неавторитетный источник][23].